# Diamondhead
Diamondhead es una ciudad ubicada en el condado de Hancock, Misisipi, Estados Unidos. Según el censo de 2020, tiene una población de 9529 habitantes.

## Historia
El 25 de octubre de 1961 la NASA anunció la formación de la Instalación de Pruebas de Mississippi, ahora Centro espacial John C. Stennis. El centro estaría ubicado en un área que bordea el río Pearl, en el condado de Hancock. Durante y después de la construcción de la instalación, varios trabajadores del gobierno, contratistas y sus familias se mudaron al área.
A fines de la década de 1960, DEAR, Inc., más tarde conocida como Diamondhead Corporation, una gran corporación interesada en desarrollos turísticos, comenzó a operar en la costa del golfo de Mississippi, con Diamondhead como su primer proyecto. La costa de Mississippi había sido un popular destino de vacaciones durante años, particularmente entre los habitantes del Medio Oeste. Su ubicación era ideal como desarrollo de segunda residencia, dado el cómodo acceso a través de la Interestatal 55. El terreno en el que se encuentra Diamondhead es el punto de elevación más alto (30 metros sobre el nivel del mar) en la costa del golfo de Mississippi. Por lo tanto, el proyecto recibió el nombre de "Diamondhead", en honor a Diamond Head, un cono volcánico icónico de la isla hawaiana de Oahu.
Los planes para construir el centro turístico más grande del sur de los Estados Unidos se dieron a conocer en una conferencia de prensa en 1969. La arquitectura, el paisaje y los nombres de las carreteras de estilo hawaiano se incluyeron en el desarrollo. La compañía se interesó en comprar 2400 hectáreas de propiedad adyacentes a la Interestatal 10. Poco después, Diamondhead contaba con calles, lotes, infraestructura, casas modelo, un club de campo, un aeropuerto, un campo de prácticas y un pabellón que se convertiría en el centro comunitario.
La ciudad de Diamondhead recibió su estatuto como la ciudad número 111 en Mississippi por el Secretario de Estado Delbert Hosemann el 6 de febrero de 2012.

## Demografía

### Censo de 2000
Según el censo de 2000, había 5.912 personas, 2.559 hogares y 1.916 familias en la localidad. La densidad de población era de 201,3 hab./km². Había 3.084 viviendas con una densidad media de 105,0 viviendas/km². El 95,35% de los habitantes eran blancos, el 1,78% afroamericanos, el 0,41% amerindios, el 0,88% asiáticos, el 0,03% isleños del Pacífico, el 0,47% de otras razas y el 1,08% pertenecía a dos o más razas. El 2,94% de la población eran hispanos o latinos de cualquier raza.
Según el censo, de los 2.559 hogares en el 23,5% había menores de 18 años, el 67,8% pertenecía a parejas casadas, el 5,0% tenía a una mujer como cabeza de familia y el 25,1% no eran familias. El 21,6% de los hogares estaba compuesto por un único individuo y el 10,6% pertenecía a alguien mayor de 65 años viviendo solo. El tamaño promedio de los hogares era de 2,29 personas y el de las familias de 2,64.
La población estaba distribuida en un 18,8% de habitantes menores de 18 años, un 3,2% entre 18 y 24 años, un 23,4% de 25 a 44, un 29,8% de 45 a 64 y un 24,9% de 65 años o mayores. La media de edad era 48 años. Por cada 100 mujeres había 93,9 hombres. Por cada 100 mujeres de 18 años o más, había 89,9 hombres.
Los ingresos medios por hogar en la localidad eran de 51.361 dólares ($) y los ingresos medios por familia eran 58.533 $. Los hombres tenían unos ingresos medios de 41.725 $ frente a los 29.595 $ para las mujeres. La renta per cápita para la ciudad era de 26.631 $. El 7,2% de la población y el 4,3% de las familias estaban por debajo del umbral de pobreza. El 10,7% de los menores de 18 años y el 2,7% de los habitantes de 65 años o más vivían por debajo del umbral de pobreza.

### Censo de 2020
Según el censo de 2020, hay 9.529 personas, 4.133 hogares y 2.286 familias en la ciudad. La densidad de población es de 258,86 hab./km². Hay 4.570 viviendas con una densidad media de 174,6 viviendas/km². El 86,35% de los habitantes son blancos, el 3,57% son afroamericanos, el 0,47% son amerindios, el 1,37% son asiáticos, el 0,02% son isleños del Pacífico, el 1,11% son de otras razas y el 7,10% son de una mezcla de razas. El 4,59% de la población son hispanos o latinos de cualquier raza.

## Geografía
Según la Oficina del Censo de los Estados Unidos, Diamondhead tiene un área total de 32,54 km², de los cuales 26,18 km² corresponden a tierra firme y 6,36 km² es agua.